# 온코테카속

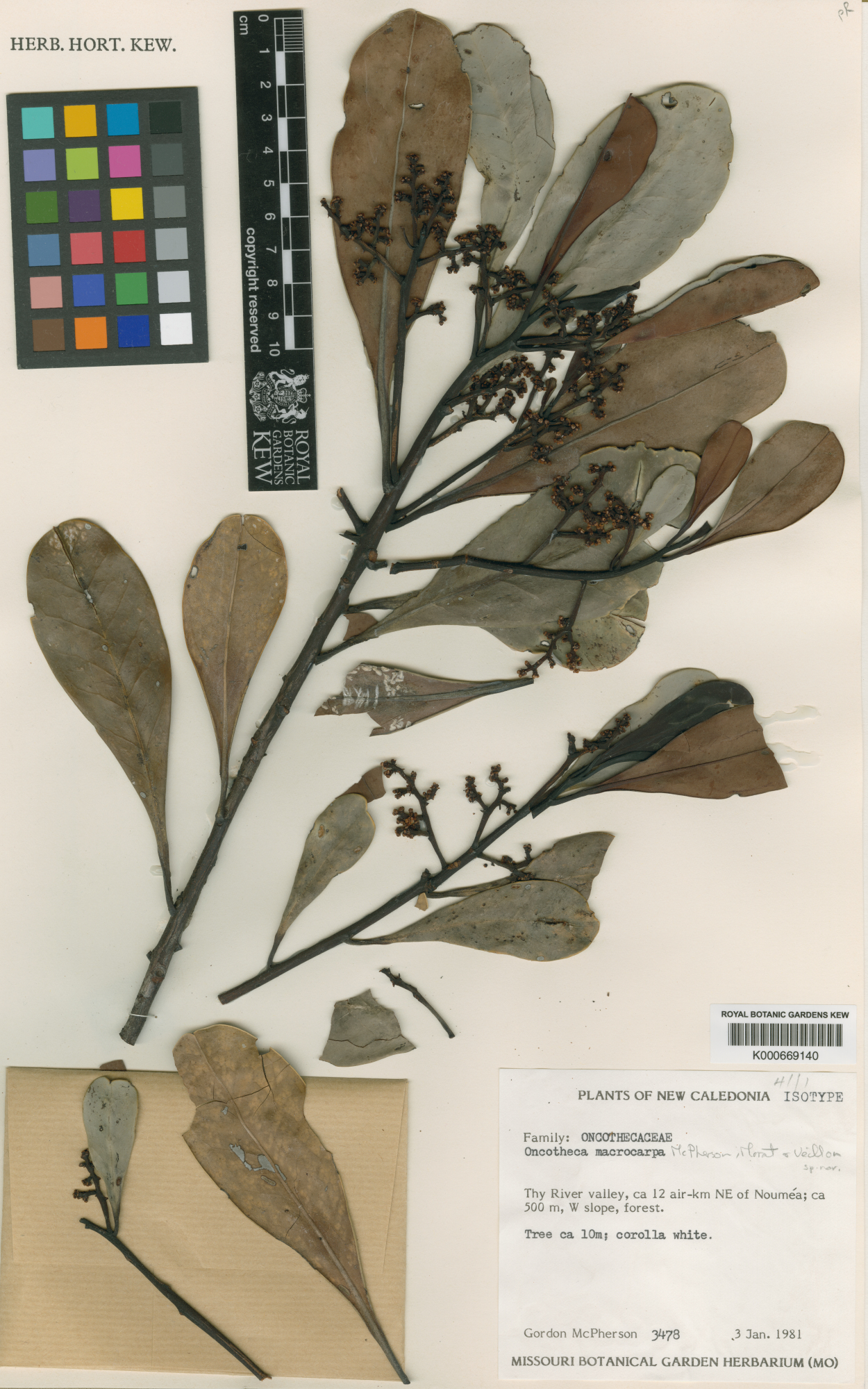

온코테카속(Oncotheca)은 뉴칼레도니아에 자생하는 속씨식물의 속이다. 2종을 포함하고 있다. 온코테카속은 온코테카과(Oncothecaceae)의 유일 속이다. 이 과는 이전에 차나무목(Theales) 또는 온코테카목(Oncotheales)으로 분류했다가 APG III 분류 체계에서 목 분류없이 국화군에 속하는 과로 분류했다. 그러나 현재 APG IV 분류 체계에서는 이카키나목으로 분류한다.

## 하위 종
- O. macrocarpa
- O. balansae